# Paracercion sieboldii
Paracercion sieboldii – gatunek ważki z rodziny łątkowatych (Coenagrionidae). Występuje w Azji Wschodniej – stwierdzony w Japonii, na Półwyspie Koreańskim i na Tajwanie.
Gatunek ten opisał w 1876 roku Edmond de Sélys Longchamps, nadając mu nazwę Agrion sieboldii. Holotypem była samica odłowiona w Japonii.